# Pingluo Chengguanzhen (häradshuvudort i Kina, Ningxia Huizu Zizhiqu, lat 38,90, long 106,54)
Pingluo Chengguanzhen (kinesiska: 平罗城关镇, 平罗县) är en häradshuvudort i Kina. Den ligger i den autonoma regionen Ningxia, i den nordvästra delen av landet, omkring 54 kilometer nordost om regionhuvudstaden Yinchuan. Antalet invånare är 253 010. Befolkningen består av 124 092 kvinnor och 128 918 män. Barn under 15 år utgör 18,0 %, vuxna 15-64 år 74 %, och äldre över 65 år 7,0 %.
Runt Pingluo Chengguanzhen är det ganska tätbefolkat, med 134 invånare per kvadratkilometer. Pingluo Chengguanzhen är det största samhället i trakten. Trakten runt Pingluo Chengguanzhen består till största delen av jordbruksmark.
Genomsnittlig årsnederbörd är 287 millimeter. Den regnigaste månaden är juli, med i genomsnitt 70 mm nederbörd, och den torraste är december, med 1 mm nederbörd.